# 62a Mostra Internacional de Cinema de Venècia
La 62a Mostra Internacional de Cinema de Venècia es va inaugurar el 31 d'agost de 2005 amb la pel·lícula de Tsui Hark Set espases i es va clausurar el 10 de setembre de 2005 amb el musical de Peter Ho-sun Chan Perhaps Love. Els participants foren anunciats pel director del festival Marco Müller el 28 de juliol de 2005 a Roma. Les pel·lícules digitals podien competir en totes les categories per primer cop en la història del festival.
El cinema asiàtic confirma la seva vitalitat i, amb les obres més importants d'aquest any demostra que ha estat novament capaç de desafiar els efectes espectaculars més intel·ligents de Hollywood. Aquest esdeveniment inaugural del 62è Festival adquirirà així el valor d'un especial homenatge a la producció cinematogràfica de l'Extrem Orient, que ha estat motiu de tal entusiasme en la pel·lícula i la cultura occidentals.
El director de pel·lícules animades japonès Hayao Miyazaki i l'actriu italiana Stefania Sandrelli va rebre un Lleó d'Or cadascun per a la seva carrera vital. El Lleó d'Or fou atorgat a Brokeback Mountain.
Durant aquesta edició del festival, es va celebrar un Concurs Internacional de Disseny del nou Palazzo del Cinema. El guanyador de la competició va ser 5+1 & Rudy Ricciotti. El nou edifici té com a objectiu albergar la seu principal del Festival de cinema, així com congressos i esdeveniments culturals.

## Jurats
El jurat de la Mostra de 2005 va estar format per:
Competició principal (Venezia 62)

Aquest jurat atorga el Lleó d'Or a la millor pel·lícula.
- Dante Ferretti dissenyador italià (President)
- Ah Cheng, escriptor i guionista xinès
- Claire Denis, director i escriptor francès
- Edgar Reitz, cineasta alemany
- Emilíana Torrini, cantant i actriu islandesa
- Christine Vachon, productora independent estatunidenca
- Amos Gitai, director israelià

Horitzons (Orizzonti)

Aquest jurat atorga dos Premis Horitzons, a la millor pel·lícula i al millor documental
- Mimmo Rotella, artista italià (president)
- Isabel Coixet, directora espanyola
- Jean-Michel Frodon, crític de cinema francès
- Valerio Mastandrea, actor de televisió italià
- Shinya Tsukamoto, actor i director japonès

Curtmetratges (Corto Cortissimo)

Aquest jurat assigna el premi Corto Cortissimo al millor curtmetratge i el premi UIP al millor curtmetratge europeu.
- Chema Prado, crític de cinema espanyol (president)
- Giovanna Gagliardo, directora i guionista italiana
- Clemens Klopfenstein, director suís

Opera Prima (Premi "Luigi de Laurentiis" a la pel·lícula de debut)

En un concurs que examina tots els llargmetratges que són primeres obres presents a les diferents seccions del Festival, aquest jurat assigna el premi "Lleó del futur - premi Luigi De Laurentiis al millor treball de debut" a una pel·lícula, així com un premi de 100.000 euros proposat per Filmauro i de 20.000 metres de pel·lícula ofert per Kodak.
- Guy Maddin, director, autor, editor i guionista canadenc (president)
- Peter Cowie, historiador del cinema britànic
- Isabella Ferrari, actriu de cinema i televisió italiana
- Ismaël Ferroukhi, director franco-marroquí
- Renata Litvinova, actriu, directora i guionista russa

## Selecció oficial

### En competició
Les següents pel·lícules van competir pel Lleó d'Or.
| Títol original            | Director(s)        | País de producció                                   |
| ------------------------- | ------------------ | --------------------------------------------------- |
| La bestia nel cuore       | Cristina Comencini | Itàlia                                              |
| Brokeback Mountain        | Ang Lee            | Estats Units, Canadà                                |
| The Brothers Grimm        | Terry Gilliam      | Estats Units, Regne Unit, Txèquia                   |
| The Constant Gardener     | Fernando Meirelles | Regne Unit, Alemanya, Estats Units, R.P. de la Xina |
| I giorni dell'abbandono   | Roberto Faenza     | Itàlia                                              |
| Cháng Hèn Gē              | Stanley Kwan       | Hong Kong, R.P. de la Xina                          |
| O Fatalista               | João Botelho       | Portugal, França                                    |
| Gabrielle                 | Patrice Chéreau    | França, Itàlia                                      |
| Garpastum                 | Aleksey German Jr  | Rússia                                              |
| Good Night, and Good Luck | George Clooney     | Estats Units                                        |
| Vers le sud               | Laurent Cantet     | França, Canadà                                      |
| Chinjeolhan geumjassi     | Park Chan-wook     | Corea del Sud                                       |
| Espelho Magico            | Manoel de Oliveira | Portugal                                            |
| Mary                      | Abel Ferrara       | Itàlia, França, Estats Units                        |
| Persona Non Grata         | Krzysztof Zanussi  | Polònia, Itàlia, Rússia, França                     |
| Proof                     | John Madden        | Estats Units                                        |
| Les amants réguliers      | Philippe Garrel    | França                                              |
| Romance and Cigarettes    | John Turturro      | Estats Units                                        |
| La seconda notte di nozze | Pupi Avati         | Itàlia                                              |
| Takeshis'                 | Takeshi Kitano     | Japó                                                |

Títol ressaltat indica guanyador del Lleó d'Or.

### Fora de la competició
Secció no competitiva de pel·lícules molt espectaculars. Obres de directors ja establerts en edicions passades del Festival i pel·lícules considerades adequades per a la projecció de mitjanit.
| Títol original                                                                | Director(s)                                                                                                 | País de producció           |
| ----------------------------------------------------------------------------- | --- | --------------------------- |
| All the Invisible Children                                                    | Mehdi Charef, Emir Kusturica, Spike Lee, Kátia Lund, Jordan Scott, Ridley Scott, Stefano Veneruso, John Woo | Itàlia                      |
| Backstage                                                                     | Emmanuelle Bercot                                                                                           | França                      |
| Bubble                                                                        | Steven Soderbergh                                                                                           | Estats Units                |
| Casanova                                                                      | Lasse Hallström                                                                                             | Estats Units                |
| Cinderella Man                                                                | Ron Howard                                                                                                  | Estats Units                |
| Corpse Bride                                                                  | Tim Burton i Mike Johnson                                                                                   | Regne Unit                  |
| The Descent                                                                   | Neil Marshall                                                                                               | Regne Unit                  |
| Edmond                                                                        | Stuart Gordon                                                                                               | Estats Units                |
| Elizabethtown                                                                 | Cameron Crowe                                                                                               | Estats Units                |
| The Exorcism of Emily Rose                                                    | Scott Derrickson                                                                                            | Estats Units                |
| Final Fantasy VII Advent Children (Fainaru fantajî sebun adobento chirudoren) | Tetsuya Nomura                                                                                              | Japó                        |
| The Fine Art of Love-Mine Haha                                                | John Irvin                                                                                                  | Itàlia, Txèquia, Regne Unit |
| Four Brothers                                                                 | John Singleton                                                                                              | Estats Units                |
| Fràgils                                                                       | Jaume Balagueró                                                                                             | Espanya                     |
| Yokai Daisenso                                                                | Takashi Miike                                                                                               | Japó                        |
| Inisharu Dī                                                                   | Andrew Lau i Alan Mak                                                                                       | Hong Kong                   |
| Le Parfum de la dame en noir                                                  | Bruno Podalydes                                                                                             | França                      |
| Perhaps Love (Ru guo · Ai)                                                    | Peter Ho-sun Chan                                                                                           | R.P. de la Xina, Hong Kong  |
| Set espases (Qi jian)                                                         | Tsui Hark                                                                                                   | R.P. de la Xina, Hong Kong  |

| Esdeveniment especial: Lleó d'Or per la carrera vital de Hayao Miyazaki | Esdeveniment especial: Lleó d'Or per la carrera vital de Hayao Miyazaki | Esdeveniment especial: Lleó d'Or per la carrera vital de Hayao Miyazaki | Esdeveniment especial: Lleó d'Or per la carrera vital de Hayao Miyazaki |
| Títol original                                                          | Director(s)                                                             | País de producció                                                       |                                                                         |
| ----------------------------------------------------------------------- | ----------------------------------------------------------------------- | ----------------------------------------------------------------------- | ----------------------------------------------------------------------- |
| Kaze no Tani no Naushika                                                | 1984                                                                    | Japó, Estats Units                                                      |                                                                         |
| Porco Rosso (Kurenai no Buta)                                           | 1992                                                                    | Japó                                                                    |                                                                         |
| On Your Mark (Jiburi Jikkengekijō On Yua Māku)                          | 1995                                                                    | Japó                                                                    |                                                                         |

### Horitzons
Una secció que pretén donar una imatge de les noves tendències del cinema. Els documentals s'inclouen ara en aquesta secció per tal de fer que el programa sigui més llegible i evitar qualsevol confusió entre diferents seccions riques i complexes.
| Pel·lícules de ficció     | Pel·lícules de ficció | Pel·lícules de ficció        | Pel·lícules de ficció |
| Títol original            | Director(s)           | País de producció            |                       |
| ------------------------- | --------------------- | ---------------------------- | --------------------- |
| Árido Movie               | Lirio Ferreira        | Brasil                       |                       |
| Carmen                    | Jean-Pierre Limosin   | França                       |                       |
| Hongyan (Au fil de l'eau) | Li Yu                 | R.P. de la Xina, França      |                       |
| Drawing Restraint 9       | Matthew Barney        | Estats Units                 |                       |
| Everything is Illuminated | Liev Schreiber        | Estats Units                 |                       |
| Pervye Na Lune            | Aleksei Fedorchenko   | Rússia                       |                       |
| Musikanten                | Franco Battiato       | Itàlia                       |                       |
| Yolda                     | Erden Kiral           | Turquia, Bulgària            |                       |
| Wuqiong dong              | Ning Ying             | R.P. de la Xina              |                       |
| Texas                     | Fausto Paravidino     | Itàlia                       |                       |
| The Wild Blue Yonder      | Werner Herzog         | Alemanya, Regne Unit, França |                       |

| Documentals                            | Documentals                 | Documentals       | Documentals |
| Títol original                         | Director(s)                 | País de producció |             |
| -------------------------------------- | --------------------------- | ----------------- | ----------- |
| La Dignidad de los Nadies              | Fernando E. Solanas         | Argentina         |             |
| East of Paradise                       | Lech Kowalski               | França            |             |
| Die Große Stille                       | Philip Gröning              | Alemanya          |             |
| Vokaldy Paralelder                     | Rustam Khamdamov            | Kazakhstan        |             |
| Veruschka – (m)ein inszenierter Körper | Paul Morrissey & Bernd Böhm | França            |             |
| Workingman's Death                     | Michael Glawogger           | Austria, Alemanya |             |

| Fora de competició              | Fora de competició | Fora de competició |
| Títol                           | Director(s)        | País de producció  |
| ------------------------------- | ------------------ | ------------------ |
| La vida secreta de les paraules | Isabel Coixet      | Espanya            |
| Esdeveniment especial           |                    |                    |
| Kill Gil Volume 1 (documental)  | Gil Rossellini     | Itàlia             |

Títol il·luminat indica el premi Horitzons a la millor pel·lícula i al millor documental respectivament.

### Competició de curtmetratges
Les següents pel·lícules, que no superen els 30 minuts, han estat seleccionades per al concurs de curtmetratges (Corto Cortissimo):
| En competició                           | En competició | En competició           | En competició         |
| Títol                                   | Duració       | Director(s              | País de producció     |
| --------------------------------------- | ------------- | ----------------------- | --------------------- |
| 113                                     | 19'           | Jason Brandenberg       | Suïssa                |
| La Apertura                             | 22'           | Duska Zagorac           | Regne Unit, Argentina |
| Au Petit Matin                          | 15'           | Xavier Gens             | França                |
| Ballada                                 | 12'           | Marcell Iványi          | Hongria, Bèlgica      |
| Butterflies                             | 12'           | Max Jaco                | Luxemburg             |
| A case of you                           | 18'           | Jack Davies             | Regne Unit            |
| Come on Strange                         | 4'            | Gabriela Gruber         | Alemanya              |
| Contracuerpo                            | 17'           | Eduardo Chapero-Jackson | Espanya               |
| Da ikhos dghech chveni dghe dghegrdzeli | 22'           | Georgy Paradzanov       | Rússia                |
| Flesh                                   | 9'            | Edouard Salier          | França                |
| Giorno 122                              | 22'           | Fulvio Ottaviano        | Itàlia                |
| The Glass Beads                         | 9'            | Angeles Woo             | Estats Units          |
| Happy Birthday                          | 20'           | Jun-won Hong            | Corea del Sud         |
| Layla Afel                              | 30'           | Leon Prudovsky          | Israel                |
| P.E.O.Z.                                | 11'           | Christo Petrou          | Grècia                |
| A rapariga da mão morta                 | 16'           | Alberto Seixas Santos   | Portugal              |
| Rien d'insoluble                        | 15'           | Xavier Seron            | Bèlgica               |
| Small Station (Xiaozhan)                | 30'           | Lin Chien Ping          | Taiwan                |
| Trevirgolaottantasette                  | 12'           | Valerio Mastandrea      | Itàlia                |
| Tube Poker                              | 15'           | Simon Levene            | Regne Unit            |

| Fora de competició/ Esdeveniments especials                                            | Fora de competició/ Esdeveniments especials | Fora de competició/ Esdeveniments especials | Fora de competició/ Esdeveniments especials |
| Títol                                                                                  | Duració                                     | Director(s                                  | País de producció                           |
| -------------------------------------------------------------------------------------- | ------------------------------------------- | ------------------------------------------- | ------------------------------------------- |
| De Glauber para Jirges                                                                 | 16'                                         | André Ristum                                | Brasil                                      |
| Esdeveniments especials: Incroci                                                       |                                             |                                             |                                             |
| La Trama di Amleto                                                                     | 20'                                         | Salvatore Chiosi                            | Itàlia                                      |
| Compleanno                                                                             | 22'                                         | Sandro Dionisio                             | Itàlia                                      |
| Five Minutes, Mr Welles                                                                | 32                                          | Vincent D'Onofrio                           | Estats Units                                |
| Naufragi di Don Chisciotte                                                             | 30'                                         | Dominick Tambasco                           | Itàlia                                      |
| Esdeveniments especials: Entre Europa i Orient Mitjà                                   |                                             |                                             |                                             |
| Quelques miettes pour les oiseaux                                                      | 27'                                         | Nassim Amaouche                             | Bèlgica, França, Jordània                   |
| De quelle couleur sont les murs de votre maison?                                       | 18'                                         | Timon Koulmasis                             | França                                      |
| Diaspora                                                                               | 16'                                         | Ula Tabari                                  | França, Bèlgica, Palestina                  |
| Escoles de cinema: Centro Sperimentale di Cinematografia - Scuola Nazionale di Cinema: |                                             |                                             |                                             |
| Un posto libero                                                                        | 32'                                         | Eros Achiardi                               | Itàlia                                      |
| Nature - Machini                                                                       | 35'                                         | Marco Danieli                               | Itàlia                                      |
| Nature - Al buio                                                                       | 35'                                         | Fabio Mollo                                 | Itàlia                                      |
| Nature - Consuelo                                                                      | 35'                                         | Carlo Pisani                                | Itàlia                                      |
| Escoles de cinema: London Film School                                                  |                                             |                                             |                                             |
| Vado a messa                                                                           | 9'                                          | Ginevra Elkann                              | Regne Unit                                  |

Títol il·luminat indica Lleó al Millor Curtmetratge

### La història secreta del cinema asiàtic
Aquesta és una secció retrospectiva del cinema de la Xina (1934 a 1990) i del cinema del Japó (1926 a 1978). Les pel·lícules són llistades en ordre cronològic.
| "La història secreta del cinema xinès" | "La història secreta del cinema xinès" | "La història secreta del cinema xinès" | "La història secreta del cinema xinès" |
| Títol original                         | Any                                    | Director(s)                            |                                        |
| -------------------------------------- | -------------------------------------- | -------------------------------------- | -------------------------------------- |
| Dalu                                   | 1934                                   | Sun Yu                                 |                                        |
| Taoli jie                              | 1934                                   | Ying Yunwei                            |                                        |
| Xin nüxing                             | 1935                                   | Cai Chusheng                           |                                        |
| Malu tianshi                           | 1937                                   | Yuan Muzhi                             |                                        |
| Shizi jietou                           | 1937                                   | Shen Xiling                            |                                        |
| Yeban gesheng                          | 1937                                   | Ma-Xu Weibang                          |                                        |
| Tieshan gongzhu                        | 1941                                   | Wan Laiming, Wan Guchan                |                                        |
| Xiaocheng zhi chun                     | 1947                                   | Fei Mu                                 |                                        |
| Wuya yu maque                          | 1949                                   | Zheng Junli                            |                                        |
| San Mao liulang ji                     | 1949–50                                | Zhao Ming, Yan Gong                    |                                        |
| Wo zhe yibeizi                         | 1949–50                                | Shi Hui                                |                                        |
| Wutai jiemei                           | 1965                                   | Xie Jin                                |                                        |
| Zhonglie tu                            | 1975                                   | King Hu                                |                                        |
| Yige he bage                           | 1983                                   | Zhang Junzhao                          |                                        |
| Mama                                   | 1990                                   | Zhang Yuan                             |                                        |

| "La història secreta del cinema japonès" | "La història secreta del cinema japonès" | "La història secreta del cinema japonès" | "La història secreta del cinema japonès" |
| Títol original                           | Any                                      | Director(s)                              |                                          |
| ---------------------------------------- | ---------------------------------------- | ---------------------------------------- | ---------------------------------------- |
| Chokon                                   | 1926                                     | Daisuke Itō                              |                                          |
| Chuji tabi nikki                         | 1927                                     | Daisuke Ito                              |                                          |
| Oatsurae Jirokichi Koshi 1931            | Daisuke Ito                              |                                          |                                          |
| Tange Sazen yowa – Hyakuman ryo no tsubo | 1935                                     | Sadao Yamanaka                           |                                          |
| Kouchiyama Soshun                        | 1936                                     | Sadao Yamanaka                           |                                          |
| Ninjo kamifusen                          | 1937                                     | Sadao Yamanaka                           |                                          |
| Enoken no gambari senjutsu               | 1939                                     | Nobuo Nakagawa                           |                                          |
| Genroku Chusingura                       | 1941–42                                  | Kenji Mizoguchi                          |                                          |
| Meito Bijomaru                           | 1945                                     | Kenji Mizoguchi                          |                                          |
| Sanjusangendo toshiya monogatari         | 1945                                     | Mikio Naruse                             |                                          |
| Yokihi                                   | 1955                                     | Kenji Mizoguchi                          |                                          |
| Dokufu Takahashi Oden                    | 1958                                     | Nobuo Nakagawa                           |                                          |
| Tokaido Yotsuya kaidan                   | 1959                                     | Nobuo Nakagawa                           |                                          |
| Kutabare gurentai                        | 1960                                     | Seijun Suzuki                            |                                          |
| Akumyo                                   | 1961                                     | Tokuzo Tanaka                            |                                          |
| Hakuchu no buraikan                      | 1961                                     | Kinji Fukasaku                           |                                          |
| Zatoichi monogatari                      | 1962                                     | Kenji Misumi                             |                                          |
| Tantei jimusho 23 – Kutabare akutodomo   | 1963                                     | Seijun Suzuki                            |                                          |
| Dai satsujin                             | 1964                                     | Eiichi Kudo                              |                                          |
| Hana to doto                             | 1964                                     | Seijun Suzuki                            |                                          |
| Mushuku mono                             | 1964                                     | Kenji Misumi                             |                                          |
| Nihon kyokaku den                        | 1964                                     | Masahiro Makino                          |                                          |
| Ookami to buta to ningen                 | 1964                                     | Kinji Fukasaku                           |                                          |
| Oretachi no chi ga yurusanai             | 1964                                     | Seijun Suzuki                            |                                          |
| Zatoichi kessho-tabi                     | 1964                                     | Kenji Misumi                             |                                          |
| Meiji kyokaku den – Sandaime shumei      | 1965                                     | Tai Kato                                 |                                          |
| Kutsukake Tokijiro - Yukyo ippiki        | 1966                                     | Tai Kato                                 |                                          |
| Hibotan bakuto - Hanafuda shobu          | 1969                                     | Tai Kato                                 |                                          |
| Nihon boryokudan – Kumicho               | 1969                                     | Kinji Fukasaku                           |                                          |
| Hibotan bakuto - Oryu sanjo              | 1970                                     | Tai Kato                                 |                                          |
| Bakuto gaijin butai                      | 1971                                     | Kinji Fukasaku                           |                                          |
| Gendai yakuza - Hitokiri yota            | 1972                                     | Kinji Fukasaku                           |                                          |
| Jingi naki tatakai                       | 1973                                     | Kinji Fukasaku                           |                                          |
| Jingi no hakaba                          | 1975                                     | Kinji Fukasaku                           |                                          |
| Kenkei tai soshiki boryoku               | 1975                                     | Kinji Fukasaku                           |                                          |
| Yakuza no hakaba – Kuchinashi no hana    | 1976                                     | Kinji Fukasaku                           |                                          |
| Yagyu ichizoku no inbo                   | 1978                                     | Kinji Fukasaku                           |                                          |

### La història secreta del cinema italià 2
Una secció retrospectiva del Cinema d'Itàlia (1946 a 1976). Aquesta secció forma part d'una retrospectiva de quatre anys sobre les parts menys conegudes del cinema italià que va començar en la 61a edició.
| Títol original                                                       | any                     | Director(s)                             |                         |
| Casanova en la pantalla                                              | Casanova en la pantalla | Casanova en la pantalla                 | Casanova en la pantalla |
| -------------------------------------------------------------------- | ----------------------- | --------------------------------------- | ----------------------- |
| Il cavaliere misterioso                                              | 1948                    | Riccardo Freda                          |                         |
| Le avventure di Giacomo Casanova                                     | 1955                    | Steno (restored version)                |                         |
| Infanzia, vocazioni, prime esperienze di Giacomo Casanova, veneziano | 1969                    | Luigi Comencini                         |                         |
| Il Casanova di Federico Fellini                                      | 1976                    | Federico Fellini (versió restaurada)    |                         |
| Homenatge a Fulvio Lucisano'                                         |                         |                                         |                         |
| Terrore nello spazio                                                 | 1965                    | Mario Bava (versió restaurada)          |                         |
| Le spie vengono dal semifreddo                                       | 1966                    | Mario Bava (versió restaurada)          |                         |
| Cosa avete fatto a Solange?                                          | 1972                    | Massimo Dallamano (versió restaurada)   |                         |
| Il medaglione insanguinato                                           | 1975                    | Massimo Dallamano (versió restaurada)   |                         |
| Un mondo perfetto                                                    | 1946–1957               | Nino Pagot & Gibba                      |                         |
| Pier Paolo Pasolini (1922–1975)                                      |                         |                                         |                         |
| Salò o le 120 giornate di Sodoma                                     | 1975                    | Pier Paolo Pasolini (versió restaurada) |                         |
| Banditi a Orgosolo                                                   | 1961                    | Vittorio De Seta (versió restaurada)    |                         |

## Seccions autònomes

### Setmana de la Crítica del Festival de Cinema de Venècia
Les següents pel·lícules foren exhibides com en competició per la 20a Setmana de la Crítica:
| En competició                     | En competició        | En competició     | En competició |
| Títol                             | Director(s)          | País de producció |               |
| --------------------------------- | -------------------- | ----------------- | ------------- |
| Así                               | Jesús-Mario Lozano   | Mèxic             |               |
| Brick                             | Rian Johnson         | Estats Units      |               |
| Mater Natura                      | Massimo Andrei       | Itàlia            |               |
| Le Passager                       | Éric Caravaca        | França            |               |
| Pavee Lackeen: The Traveller Girl | Perry Ogden          | Irlanda           |               |
| Kuihua Duoduo                     | Wang Baomin          | R.P. de la Xina   |               |
| Yadasht bar zamin                 | Ali Mohammad Ghasemi | Iran              |               |

| Esdeveniment especial          | Esdeveniment especial | Esdeveniment especial | Esdeveniment especial |
| Títol original                 | Director              | País de producció     |                       |
| ------------------------------ | --------------------- | --------------------- | --------------------- |
| Belzec (documental)            | Guillaume Moscovitz   | França                |                       |
| Homenatge a Alberto Lattuada   |                       |                       |                       |
| ' Giacomo l'idealista (1943) * | Alberto Lattuada      | Itàlia                |                       |

* En col·laboració amb Dies de Venècia

### Dies de Venècia
Les següents pel·lícules foren seleccionades per la 2a edició de la secció autònoma Dies de Venècia (Giornate Degli Autori) autonomous section:
| Títol                              | Director(s)                                    | País de producció          |
| ---------------------------------- | ---------------------------------------------- | -------------------------- |
| 13 Tzameti                         | Gela Babluani                                  | França                     |
| Allegro                            | Christoffer Boe                                | Dinamarca                  |
| Attente                            | Rashid Masharawi                               | Palestina, França          |
| Before It Had a Name               | Giada Colagrande                               | Estats Units               |
| C.R.A.Z.Y.                         | Jean-Marc Vallée                               | Canadà                     |
| Craj - Domani (documental)         | Davide Marengo                                 | Itàlia                     |
| El Viento                          | Eduardo Mignogna                               | Argentina, Espanya         |
| Elio Petri... appunti su un autore | Federico Bacci, Stefano Leone, Nicola Guarneri | Itàlia                     |
| Lian ren                           | Wang Ming-Tai                                  | Taiwan                     |
| Giacomo l'idealista (1943) *       | Alberto Lattuada                               | Itàlia                     |
| La passione di Giosuè l'Ebreo      | Pasquale Scimeca                               | Itàlia, Espanya            |
| Le petit lieutenant                | Xavier Beauvois                                | França                     |
| Love                               | Vladan Nikolic                                 | USA, Iugoslàvia            |
| Man Push Cart                      | Ramin Bahrani                                  | Estats Units               |
| Naboer                             | Pål Sletaune                                   | Noruega, Suècia, Dinamarca |
| Parabola                           | Karim Ouelhaj                                  | Bèlgica                    |

Títol il·luminat indica guanyador del Lleó del Futur. - *  En col·laboració amb la 20à Setmana Internacional de la Crítica.

## Premis

### Selecció oficial
Els premis concedits en la 62a edició foren:
- Lleó d'Or: Brokeback Mountain d'Ang Lee

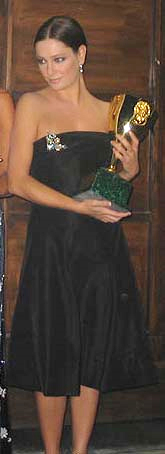
Giovanna Mezzogiorno, guanyadora de la Copa Volpi a la millor actriu en la 62a Mostra de Venècia

- Lleó d'Argent al Millor Director: Les Amants Réguliers de Philippe Garrel
- Premi Especial del Jurat: Mary d'Abel Ferrara
- Copa Volpi al millor actor: David Strathairn per Good Night, and Good Luck
- Copa Volpi a la millor actriu: Giovanna Mezzogiorno per La bestia nel cuore
- Premi Marcello Mastroianni (a l'actor o actriu revelació): Ménothy Cesar per Vers le sud
- Premi a la millor fotografia: William Lubtchansky per Regular Lovers
- Premi al millor guió: George Clooney i Grant Heslov per Good Night, and Good Luck

Premis Especials
- Lleó especial a tota la carrera: Isabelle Huppert

Premi Orizzonti
- Millor pel·lícula: Pervye na lune d'Aleksei Fedorchenko
- Millor Documental: East of Paradise de Lech Kowalski

Premis als curtmetratges (Lleó Corto Cortissimo)
- Citroen Short Super-Lleó al millor curtmetratge: Small Station (Xiaozhan) de Lin Chien-ping
  - Menció especial: Layla Afel de Leon Prudovsky
- Premi UIP al millor curtmetratge europeu: Butterflies de Max Jacoby

### Seccions autònomes
Els següents premis oficials i col·laterals foren concedits a pel·lícules de les seccions autònomes:
Setmana dels Crítics de Cinema Internacional de Venècia
- Premi Audiència: 'Mater natura de Massimo Andrei
- Premi Isvema: Mater natura de Massimo Andrei
- Premi FEDIC: Mater natura de Massimo Andrei

Dies de Venècia (Giornate Degli Autori)
- Lleó del futur

"Premi Luigi de Laurentiis" a la pel·lícula de debut: 13 Tzameti de Gela Babluani
- Premi Netpac: 13 Tzameti de Gela Babluani
- Premi UNESCO : La passione di Giosué l'Ebreo de Pasquale Scimeca
- Premi Pasinetti: Elio Petri... appunti su un autore de Federico Bacci, Stefano Leone, Nicola Guarneri
- Label Europa Cinemas: Le petit lieutenant de Xavier Beauvois
- "Lino Miccichè" premi a la primera pel·lícula: Craj - Domani (documental) de Davide Marengo
- Premi dels Autors de Venècia: Love de Vladan Nikolic

### Altres premis col·laterals
Els següents premis col·laterals foren conferits a pel·lícules de la secció oficial:
- Premi FIPRESCI[26]
  - Millor pel·lícula (Competició oficial): Good Night, and Good Luck de George Clooney
  - Millor pel·lícula (Horitzons): The Wild Blue Yonder de Werner Herzog
- Premi SIGNIS: Mary d'Abel Ferrara
- Premi C.I.C.A.E.: Hing yan de Li Yu (Horizons)
- Premi UNICEF: La bestia nel cuore de Cristina Comencini
- Premi Pasinetti:
  - Millor pel·lícula (Competició principal): Good Night, and Good Luck de George Clooney
  - Millor pel·lícula (Horitzons): Texas de Fausto Paravidino
- Petit Lleó d'Or: Chinjeolhan geumjassi de Park Chan-wook
- Premi Jamesondel Curtmetratge: Aria de Claudio Noce
- Premi Jove Cinema: 
  - Alternatives: Chinjeolhan geumjassi de Park Chan-wook
  - Millor pel·lícula internacional: The Constant Gardener de Fernando Meirelles
  - Millor pel·lícula italiana: La bestia nel cuore de Cristina Comencini
- Premi Wella: La bestia nel cuore de Cristina Comencini
- Premi Open: Everlasting Regret (Cháng Hèn Gē) de Stanley Kwan
- Premi Doc/It (ex aequo): 
  - East of Paradise de Lech Kowalski (Horitzons)
  - La dignidad de los nadies de Fernando E. Solanas (Horitzons)
- Premi Lina Mangiacapre: La vida secreta de les paraules de Isabel Coixet (Horitzons)
- Premi Festival Digital Pel·lícula del Futur: Corpse Bride de Tim Burton and Mike Johnson (fora de competició)
- Premi Laterna Magica: Everything Is Illuminated de Liev Schreiber (Horizons)
- Premi Sergio Trasatti: Mary d'Abel Ferrara
- Premi Biografilm: Everything Is Illuminated de Liev Schreiber (Horizons)
- Premi 'CinemAvvenire': 
  - Millor pel·lícula en competició: Chinjeolhan geumjassi de Chan-wook Park
  - Cinema per la pau: Vers le sud de Laurent Cantet
- Premi de la ciutat de Roma (ex aequo):
  - La bestia nel cuore de Cristina Comencini
  - La dignidad de los nadies de Fernando E. Solanas (Horitzons)
- Premi Xarxa dels Drets Humans: 'La dignidad de los nadies de Fernando E. Solanas (Horizons)

Menció especial: Good Night, and Good Luck de George Clooney
- Premi EIUC: Giulio Manfredonia, Giobbe Covatta
- Premi Fundació Mimmo Rotella: Mary d'Abel Ferrara